# La Baie d'Hudson Montréal Centre-Ville
La Baie d'Hudson Montréal Centre-Ville (précédemment le magasin Morgan; à l'origine Colonial House) est un grand magasin au centre-ville de Montréal, Québec (Canada) construit par Henry Morgan, qui fait maintenant partie de la chaîne de La Baie d'Hudson.
La première phase est construite de 1889 à 1891,, conçue par l'architecte américain John Pearce Hill. Ce bâtiment de style roman richardsonien de quatre étages est construit à partir de vieux grès rouges écossais importés.
Le bâtiment est modifié en 1923 par les architectes Barott et Blackader avec un ajout de style Beaux-Arts de huit étages, également en pierre rouge pour correspondre à la conception originale. Ceci est suivi par des modifications intérieures par Barott et Blackader en 1927.
En 1964, une annexe brutaliste de huit étages est complétée le long du boulevard De Maisonneuve.
La chaîne de magasins Morgan's (en) est vendu à la Compagnie de la Baie d'Hudson en 1960, mais conserve son nom jusqu'en 1972.
En décembre 2021, un projet de tour de bureaux à 102 m (20 étages) surplombant le magasin est approuvé par la ville. Il restaurera la façade d’origine mais entraînera la démolition de l'annexe brutaliste,.

## Références

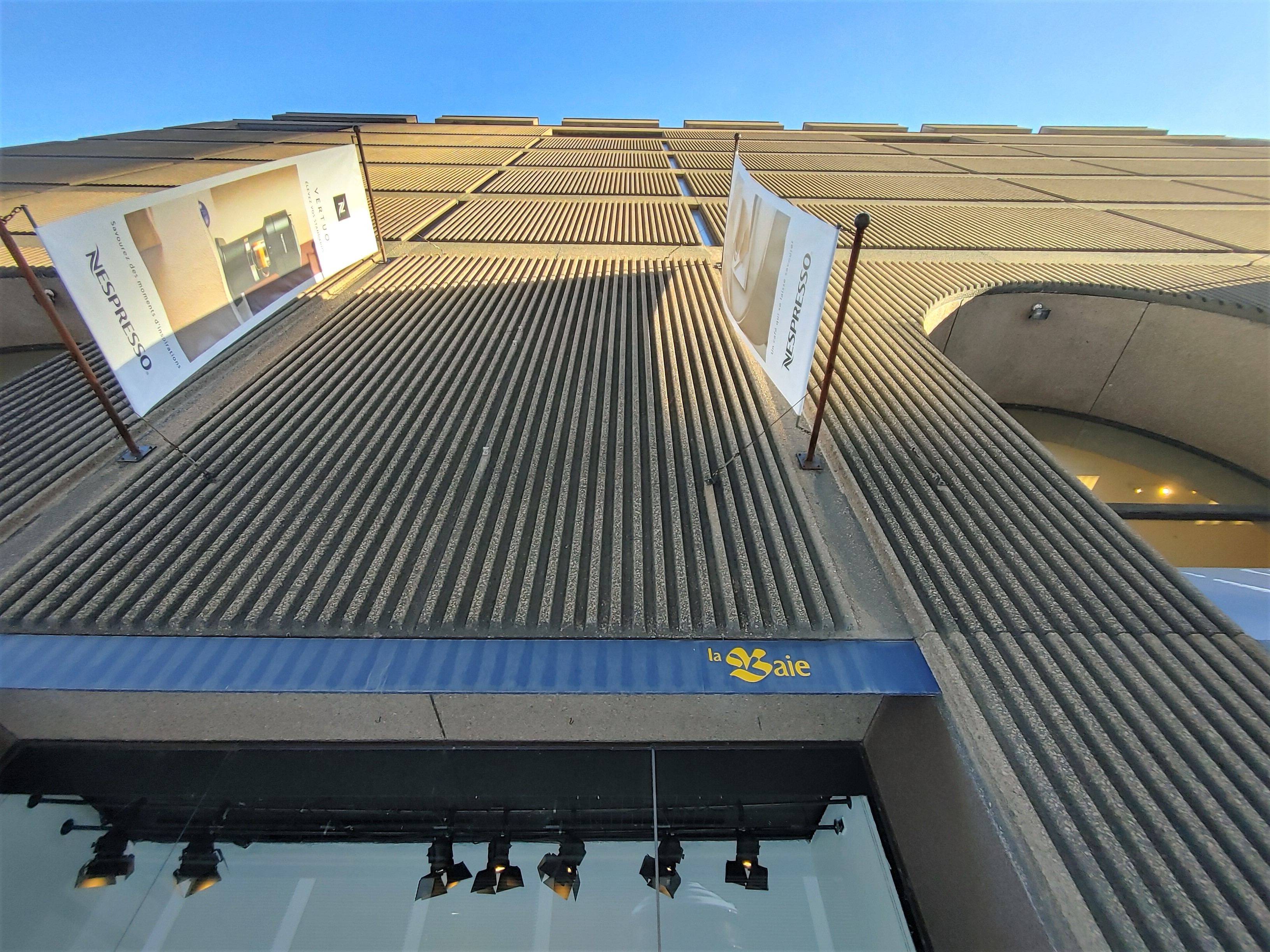
Gros plan, annexe du magasin, boulevard De Maisonneuve Ouest